# Philip Mechanicus
Philip Mechanicus, né le 17 avril 1889 à Amsterdam et mort en octobre 1944 au camp de concentration d'Auschwitz, est un journaliste néerlandais.

## Biographie
Né à Amsterdam, il est l'aîné de sept fils de la famille juive d'Elias et Sarah Gobes Mechanicus. Après l'école primaire, il gagne sa vie comme coursier pour un journal à l'âge de douze ans. Il y est ensuite embauché et s'adonne alors à la lecture. À dix-sept ans, il écrit ses premiers articles pour le journal Het Volk et commence une carrière de journaliste.
Après son service militaire, il part vers 1910 pour les Indes orientales néerlandaises, où il écrit depuis Medan pour le Sumatra Post, et plus tard depuis Semarang à Java pour le Lokomotif. En 1919, il revient en Europe avec sa femme et sa fille. Il devient rédacteur au département des affaires étrangères de l'Algemeen Handelsblad. Le couple se sépare en 1921, Mechanicus se remarie quelques années plus tard et a une autre fille, avant de se séparer à nouveau.
Au cours des années vingt et des années trente, ses rapports de voyage, qu'il rédige pour l'Algemeen Handelsblad, sont appréciés des lecteurs. Ses rapports sur l' Union soviétique de 1929 à 1934 et sur la Palestine mandataire sont publiés sous forme reliée et il devient rédacteur en chef.

## Seconde Guerre mondiale
Après que les troupes allemandes ont occupé les Pays-Bas en mai 1940, on lui fait comprendre qu'un juif journaliste n'est pas le bienvenu et il est renvoyé. Cependant, il continue d'écrire des articles sous le pseudonyme de Pére Celjenets (qui signifie en russe « changer de village » ou « déménager »).
Le 27 septembre 1942, il est arrêté dans la rue et emmené à la prison de la police, dénoncé pour avoir refusé de porter l'étoile juive. Auparavant, il a pu cacher à temps sa femme et sa fille qui survivront jusqu'à la fin de la guerre.
Le 25 octobre 1942, il est déporté au camp de camp de concentration d'Amersfoort et torturé. Le 7 novembre, il est emmené au camp de transit de Westerbork où il reste à l'infirmerie jusqu'à la mi-1943 en raison de ses  blessures. En dépit des difficultés, il rédige des notes dans un journal.
Début mars 1944, il est déporté au camp de concentration de Bergen-Belsen puis en octobre, transféré à Auschwitz avec 120 autres prisonniers. D'après les informations fournies par deux survivants, il est exécuté trois jours après son arrivée le 12 octobre 1944.

## Ouvrages
- De pose de natuurlijkheid
- Een cursus fotografie
- De uivariaties

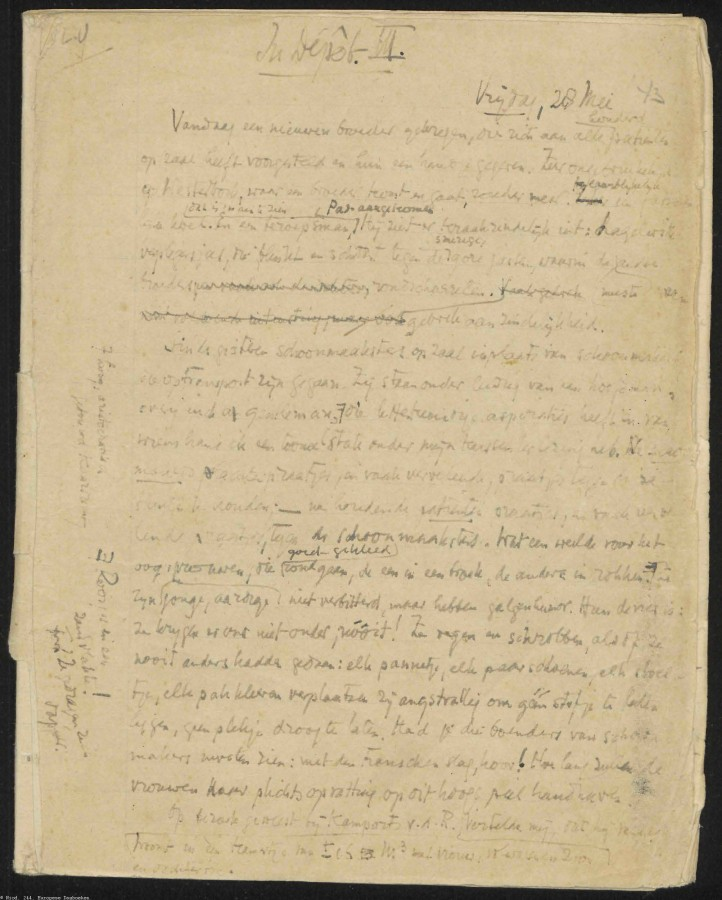
Page de son journal de Westerbork.

- De vrolijke keuken avec des illustrations de Judith Ten Bosch
- Laatste keuze uit het photographiquement woordenboek van Philip Mechanicus (2005)
- Verwarring zaait nieuwe identiteit, Opzet tot een manifest/pamflet/schotschrift in het boek EAT THIS! Het kookpunt van publiek domein (2006 verschenen bij uitgeverij Duizend & Een te Amsterdam)
- Kookkunst in Nederland Unieke recepten met Nederlandse producten (i.s.m. Ferry André de la Porte). T.g.v 20 jaar Alliance Gastronomique Néerlandaise. Uitgave: Zomer & Keuning Boeken B.V., Ede.  (ISBN 90-210-1022-4)
- «La Hollande s'amuse» avec des photos de Ferry André de la Porte
- Russische Reiseskizzen: Gesammelte Reisebriefe, Algemeen Handelsblad, 1932
- In Dépôt. Dagboek uit Westerbork. Polak & Van Gennep, Amsterdam, 1964  (ISBN 978-90-74274-21-0)
- Cadavres en sursis - Journal du camp de Westerbork. Notes De Nuit, 2015  (ISBN 979-10-93176-02-4)